# جت سه‌موتوره

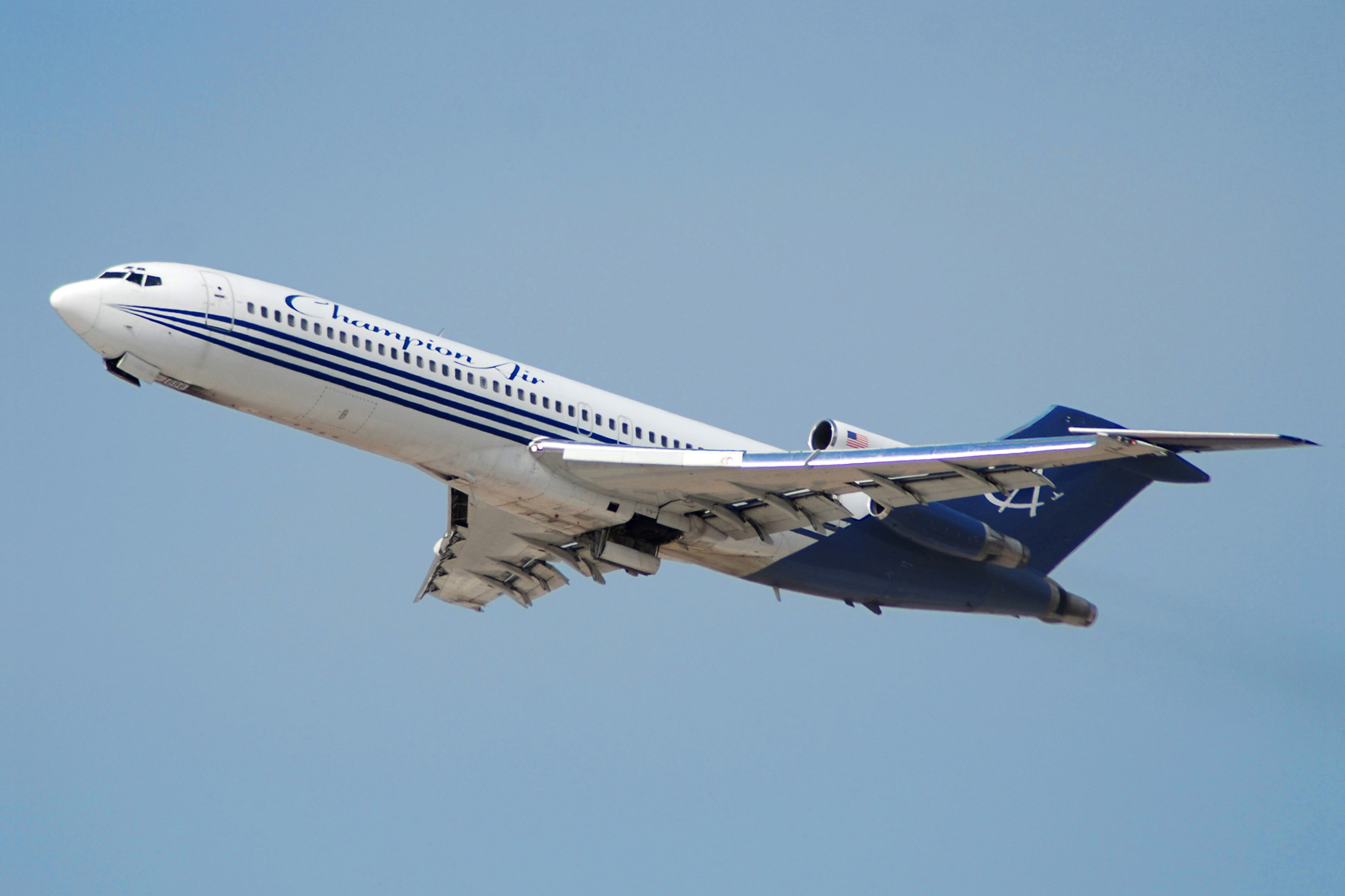
بوئینگ ۷۲۷-۲۰۰ پیشرفته هواپیمایی قهرمان در لس آنجلس

هواپیمای سه‌موتوره جت یا تری‌جت (به انگلیسی: Trijet) یک هواپیمای جت با سه پیشران موتور جت است. به طور کلی، هواپیماهای سه‌موتوره جت به عنوان نسل دوم هواپیماهای جت شناخته می‌شوند. 
دیگر هواپیمای سه‌موتوره، هواپیمایی است که دارای موتور پیستونی است. 

مک دانل داگلاس دی‌سی-۱۰